# Wallburg Berau
Die Wallburg Berau, früher auch Heidentor oder Heidenschanzen genannt, war eine Wallburg auf einem 640 m ü. NHN hohen Geländesporn des „Berauer Berges“ zwischen der Schwarza und der Schlücht bei Berau, einem Ortsteil der Gemeinde Ühlingen-Birkendorf im Landkreis Waldshut in Baden-Württemberg.

## Name und Gründung der Anlage
„Der Name des Ortes (‚Au des Bero‘), der urkundlich schon im 8. Jahrhundert vorkommt (786), sowie die vorhandenen Überreste aus früherer Zeit, die „Heidenschanzen“ auf dem äußersten Kamme des Bergvorsprungs gegen Süden, weisen darauf hin, dass Berau schon sehr alt ist. […] Es ist möglich, dass die Ringwallburgen, die augenscheinlich ihre Anlage der Hallstattbevölkerung verdanken und ihr zum Schutze gedient hatten, [später] auch für die Kelten, d. h., für die Helvetier die gleiche Bedeutung hatten gegen die nachrückenden Germanen. Immer liegen diese Ringwälle dort, wo ein wichtiger Verkehrspunkt geschützt werden muss.“
Der Prähistoriker und Geländegänger Emil Gersbach kommt zu differenzierteren Schlüssen: Er verfasste eine präzise, von seinem Sohn Egon Gersbach 1969 veröffentlichte Beschreibung in dem Sammelband Urgeschichte des Hochrheins und kommt aufgrund von Literatur (Urkunden) zu folgender Einschätzung: Ein Berauer Ortsadel erscheint ...

„... im 11. und 12. Jahrhundert erstmals in den Quellen [erwähnt von A. Krieger und H. Maurer)]; es kann aber eigentlich kaum einem Zweifel unterliegen, daß diese gewaltigen Anlagen von den urkundlich nicht zu fassenden Vorfahren dieser edelfreien Herren angelegt worden sind. Diese vornehmen Geschlechter könnten zumindest seit dem 10. oder 11. Jahrhundert in der aufs ganze gesehen bemerkenswert kleinen Hauptburg gewohnt haben; und zwar in Holztürmen, die auf Podien unmittelbar hinter den gewaltigen Schildwällen gestanden haben müssen.“

„Die Funktion der umfangreichen Anlage ist aus dem Grundriss allein nicht zuverlässig genau zu bestimmen. In Verbindung mit den Quellen über das Berauer Ortsadelsgeschlecht kann jedoch soviel gesagt werden, dass es sich mit größter Wahrscheinlichkeit um den Sitz und gleichzeitig auch um das Refugium der edelfreien Herren von Berau handelt. Ein erster Vertreter – De pago Cletgouve Waltherus de Berouva – dieses (?) Geschlechts erscheint 1087 in den Urkunden, der letzte Sproß –  De fried – schenkt bereits um 1100 den Berauer Berg dem Kloster St. Blasien, in das er selbst eintritt.“
Gersbach sieht diese Belegung letztlich als eine fortwährende Nutzung, denn die Aufnahme der Anlage in seine Urgeschichte des Hochrheins legt den Maßstab an die Frühgeschichte, den er als Wissenschaftler jedoch erst bei einer Bestätigung durch Ausgrabungen und/oder durch entsprechende Funde als festgestellt definieren kann.

## Dokument (Beschreibung der Anlage)
Emil Gersbach verfasste eine ausführliche, wissenschaftliche und vermessungstechnische Beschreibung der Anlage – in Urgeschichte des Hochrheins auf den Seite 214 und 215 –, die aufgrund dieser kaum mehr verfügbaren Literatur hier als Dokument im Originaltext angefügt ist:

### Lage
- ‚Berauer Horn‘ bei Pkt. 596 m.[Anm 2]

Aus der sanft nach S abdachenden Hochfläche bei Berau springt knapp 1 km südlich des Ortes eine mächtige, dreieckige Bergzunge nach S. in den Winkel vor, den Schlücht und Schwarza bei ihrem Zusammenfluss bilden. West- und Ostflanken dieses durch Runsen stark gegliederten Dreiecks fallen mit äußerst steilen Halden, die weithin von kahlen Felswänden unterbrochen werden, 140–bis 160 m tief in die beiden Flusstäler ab. Die Südspitze baut sich auch gratartig übereinandergetürmten Felsbastionen auf und ist nahezu unersteigbar. Auf dem mäßig nach S geneigten nierenförmigen Bergrücken, der mit dem Hinterland nur durch einen schmalen Hals verbunden ist, liegt eine dreigliedrige Wehranlage mit hintereinandergestaffelten Befestigungswerken, die im Volksmund ‚Heidentor‘ genannt werden.
Äußere Wälle
Unmittelbar hinter dem engen Hals setzt im NW ein mächtiger Steinwall – L. ca. 140 m, H. ca. 7 m, Basisbr. ca. 15 m – an einer beinahe senkrecht abstürzenden Fesbastion an. Er verflacht sich nach etwa 20 m im Bereich moderner Wegdurchbrüche und zieht dann mit konstanter Kronenhöhe in leicht bogenförmigen Verlauf nach SO, wo er dicht über der Steilkante auf die Straße Witznau–berau stößt. An dieser Straße setzt ein flaches Wallstück nahezu rechtwinklig und nahtlos an, auf das der Hauptwall mit steiler Böschung abfällt. Der schwächere Wallschenkel folgt der Hangkante nach S, wird nach etwa 50 m von einem breiten Weg schräg durchbrochen und setzt sich jenseits noch 5 m weit bis zu einer Felsrippe fort, die in den Wall einbezogen ist. Dieser Wallschenkel flankiert den einstigen Zugang, der als mäßig steil ansteigende Rampe auf dem Südabhang deutlich auszumachen ist. Seine Kronenhöhe beträgt etwa 1,5–2 m, die Basisbr. ca. 7–8 m. Beide Wälle bestehen aus Urgesteinsbrocken und weisen steile Böschungswinkel auf. Dem höheren Hauptwall sind drei breite Gräben mit Zwischenrippen – Br. ca. 1,50–2,00 m – vorgelagert, die am nordwestlichen Steilhang beginnen. Der Außengraben – T. ca. 3 m, Br. ca. 9 m – geht im SO in eine tief eingeschnittene Runse über. Der Mittelgraben – T. ca. 2 m, Br. ca. 7,5 m – biegt im SO in das Streichen des Hanges ein– und folgt auf rd. 40 m der Rampe des Zugangs. Der Innengraben – T. ca. 0,50–0,70 m, Br. ca. 2 m – endet im SO in Höhe der Steilkante.
Knapp 160 m südlich dieser ersten Verteidigungsanlage riegelt eine zweite, weniger mächtige den Bergrücken erneut ab; dazwischen liegt der Innenraum 1, flächenmäßig der größte von den dreien insgesamt.

### Innere Wälle
Der Steinwall – L. ca. 124 m, H. ca. 3 m, Basisbr. ca. 9 m – setzt im SW wiederum an einer mächtigen Felsrippe an, die senkrecht in die Tiefe fällt, wird nach etwa 20 und 100 m von Waldwegen durchbrochen und setzt sich danach noch 24 m nach SO fort. Kurz vor Erreichen der Steilkante biegt er in einem niedrigen Schenkelstück, das den hart am Rand vorbeiführenden Eingang flankiert, nach SO ab. Dieser ist durch den modernen Straßenbau allerdings weitgehend verwischt.
Dem leicht gebogenen Steinwall sind wiederum drei Gräben mit Zwischenrippen vorgelagert, die im Bereich der Wegdurchbrüche modern aufgefüllt sind. Die Gräben beginnen am nordwestlichen Steilhang; der äußere – T. ca. 1,00 m, Br. ca. 2,5 m – sowie der mittlere – T. ca. 1,00 m, Br. ca. 3–4 m – laufen bis zum gegenüberliegenden Steilhang durch. Vom inneren sind nur fünf mehr oder weniger lange Teilstücke ausgehoben, darunter das Anfangsstück im NW. Der Graben scheint, da auch die Einzelstücke ungleich tief sind, unvollendet und von mehreren Arbeitsgruppen gleichzeitig in Angriff genommen worden zu sein. Die fertiggestellten Teilstücke sind bis zu 5 m breit und ca. 1,00–1,50 m tief.

### Schildwall und Innenbereiche
Etwa 40 m südlich dieses zweiten Sperrriegels queren erneut dreifach gestaffelte Gräben und der mächtige, leicht bogenförmig geführte Schildwall des Kernwerkes den Bergrücken von NW–SO. Dazwischen liegt der stärker als der erste nach S einfallende Innenraum II.
Der Schildwall – L. etwa 120 m, Basisbr. ca. 15 m – setzt im NW an einer senkrechten Felsklippe an, er ist anschließend durch Wegdurchbrüche stark verflacht, steigt jenseits aber stetig an und erreicht seine volle Kronenhöhe von ca. 10 m südlich eines weiteren Wegdurchbruches. Dieses höchste Wallstück ist etwa 45 m lang; danach beginnt die Krone wieder stetig bis zur Steilkante im SO zu sinken, wo das niedrige Wallende leicht nach S umbiegt. Der Eingang führt wie stets hart am Rand vorbei, er ist durch den modernen Straßenbau stark gestört.
Dem Wall sind wiederum drei Gräben mit Zwischenrippen – Br. ca. 2 m – vorgelegt, die bis zum Tor im SO durchlaufen und im Bereich der Wegdruchbrüche modern aufgefüllt sind. Sie messen, von außen nach innen gezählt, in der Br. 5,50 m, 6,00 m und 6,50 m und in der T. ca. 2,50 m, 3,00 m und 3,50 m.

### Zeitstellung
Innerhalb des Schildwalles liegt Innenraum III., der in der Längsachse knapp 40 m bis zur Südspitze misst. An die steile Innenböschung des Walles schließen zwei podiumartige Verebnungen an, die zweifellos künstlich aufgeschüttet, aber leider modern stark verändert sind. Mit gutem Grund wird man zumindest in dem unmittelbar am Wallinnenfuß gelegenen Podium die Plattform für einen Turm vermuten dürfen, was durch Grabungen zu erhärten wäre. Damit ist auch schon die Frage der Zeitstellung dieser mehrteiligen Befestigungsanlage angeschnitten, die in Ermangelung von Funden nur auf dem Wege eines Analogieschlusses zu beantworten ist. Danach dürften die Anfänge dieser mächtigen, dreigliedrigen Befestigung in spätkarolingisch-ottonische Zeit, vielleicht sogar noch weiter zurückreichen. Dafür sprechen insbesondere die einfache, aber sehr zweckmäßige Gestaltung der Tore sowie der gewaltige Schildwall, der die aus Ganze gesehen auffallend kleine Hauptburg auf der äußersten Bergspitze schützt und nicht zuletzt das Turmpodium, das unmittelbar an diesen Wall anschließt. In Ermangelung systematischer Untersuchungen muss freilich offengelassen werden, ob die Gesamtanlage in einem Guss entstanden oder etwa in verschiedenen Etappen ausgebaut worden ist, wofür freilich wenig spricht. Desgleichen wäre nur durch Grabungen zu klären, inwieweit die Steinwälle der Versturz von Trockenmauerwerk oder nur eine kompakte Aufschüttung sind. Schließlich wäre auch noch die Frage zu prüfen, ob einzelne Befestigungsteile sich etwa auf die Ruinen einer vorgeschichtlichen Wehranlage stützen, was uns aber in diesem Falle recht unwahrscheinlich scheint.